# Yatterman
Yatterman är en japansk animeserie som är väldigt okänd utanför Japan, i Europa sändes den bara i Italien och Polen (i båda länder kallades den för Yattaman). Hela serien innehåller 108 avsnitt.
I varje avsnitt försöker en trio skurkar (Doronjo, Tonzura och Boyakki, kallade Dorombogänget) få tag på Dokuro-stenen som troligtvis kan avslöja belägenhet av världens största guldåder. Två tonåriga Yattermän, Gan och hans flickvän Ai, försöker stoppa Dorombogänget. Serien präglas av robotstrider, där jätterobotar (mecha) slåss, vilka avgör varje avsnitt.
Yatterman är även en del av serien Time bokan (japanska för Tidsmaskin). Skillnader mellan olika serier som ingår i Time bokan begränsar sig ofta till namn på huvudkaraktärna medan handlingen vanligtvis består av tre skurkar, deras försök att fånga ett "magiskt" föremål mot en grupp av "de goda".